# فيدات بورا
فيدات بورا (بالتركية: Vedat Bora)‏ (27 يناير 1995 بجبزي في تركيا - ) هو لاعب كرة قدم تركي في مركز الوسط. شارك مع منتخب تركيا تحت 18 سنة لكرة القدم ومنتخب تركيا تحت 19 سنة لكرة القدم ومنتخب تركيا تحت 20 سنة لكرة القدم ومنتخب تركيا تحت 21 سنة لكرة القدم. أما مع النوادي، فقد لعب مع غيرسون سبور وقونيا سبور وجبزي سبور وقونية سبور 1922.

## روابط خارجية
- فيدات بورا على موقع اتحاد تركيا (لاعب) (الإنجليزية)
- فيدات بورا على موقع قاعدة بيانات كرة القدم.إي يو (الإنجليزية)
- فيدات بورا على موقع Soccerway.com (الإنجليزية)
- فيدات بورا على موقع عالم كرة القدم.نت (الإنجليزية)
- فيدات بورا على موقع AS.com (الإسبانية)